# Royal Rumble 2011
Royal Rumble 2011 was een pay-per-viewevenement in het professioneel worstelen dat geproduceerd werd door de World Wrestling Entertainment (WWE). Dit evenement is de 24ste editie van Royal Rumble en vond plaats in het TD Center in Boston (Massachusetts) op 30 januari 2011.

## Matchen
| Nr.                                                                          | Match | Winnaar(s)      |
| ---------------------------------------------------------------------------- | --- | --------------- |
| 1                                                                            | Edge (c) vs. Dolph Ziggler in een een-op-eenmatch voor het WWE World Heavyweight Championship                 | Edge (c)        |
| 2                                                                            | The Miz (c) vs. Randy Orton in een een-op-eenmatch voor het WWE Championship                                  | The Miz (c)     |
| 3                                                                            | Natalya (c) vs. Layla vs. Michelle McCool vs. Eve in een Fatal Four-Way match voor het WWE Divas Championship | Eve (nc)        |
| 4                                                                            | 40 Man Royal Rumble match voor een "Main Event Championship match" op WrestleMania XXVII                      | Alberto Del Rio |
| (c) huidige kampioen voor en na de match \| (nc) nieuwe kampioen na de match | |                 |

### Deelnemers Royal Rumble match
Rood ██ en "Raw" duid een Raw superster aan, blauw ██ en "SD" duid een SmackDown superster aan en goud ██ duid een speciale gast nieuwkomer aan.
| Draw | Entree               | Brand | Orde | Geëlimineerd door      | Tijd  |
| ---- | -------------------- | ----- | ---- | ---------------------- | ----- |
| 1    | CM Punk              | Raw   | 21   | Cena                   | 35:32 |
| 2    | Daniel Bryan         | Raw   | 8    | Punk                   | 20:55 |
| 3    | Justin Gabriel       | SD    | 1    | Bryan                  | 00:58 |
| 4    | Zack Ryder           | Raw   | 2    | Bryan                  | 00:43 |
| 5    | William Regal        | Raw   | 3    | DiBiase                | 04:10 |
| 6    | Ted DiBiase          | Raw   | 7    | Harris en McGillicutty | 12:16 |
| 7    | John Morrison        | Raw   | 10   | Nexus                  | 13:24 |
| 8    | Yoshi Tatsu          | Raw   | 5    | Henry                  | 05:35 |
| 9    | Husky Harris         | Raw   | 15   | Khali                  | 15:48 |
| 10   | Chavo Guerrero       | SD    | 4    | Henry                  | 02:01 |
| 11   | Mark Henry           | Raw   | 11   | Nexus                  | 07:04 |
| 12   | JTG                  | SD    | 6    | McGillicutty           | 01:48 |
| 13   | Michael McGillicutty | Raw   | 20   | Cena                   | 15:07 |
| 14   | Chris Masters        | SD    | 9    | Punk                   | 01:58 |
| 15   | David Otunga         | Raw   | 19   | Cena                   | 11:56 |
| 16   | Tyler Reks           | SD    | 12   | Punk                   | 00:34 |
| 17   | Vladimir Kozlov      | Raw   | 13   | Punk                   | 00:40 |
| 18   | R-Truth              | Raw   | 14   | Punk                   | 01:02 |
| 19   | The Great Khali      | Raw   | 16   | Ryan                   | 01:17 |
| 20   | Mason Ryan           | Raw   | 18   | Cena                   | 04:32 |
| 21   | Booker T             | -     | 17   | Ryan                   | 01:08 |
| 22   | John Cena            | Raw   | 36   | The Miz                | 33:17 |
| 23   | Hornswoggle          | SD    | 24   | Sheamus                | 09:39 |
| 24   | Tyson Kidd           | Raw   | 22   | Cena                   | 00:53 |
| 25   | Heath Slater         | SD    | 23   | Cena                   | 00:57 |
| 26   | Kofi Kingston        | SD    | 31   | Orton                  | 24:04 |
| 27   | Jack Swagger         | SD    | 25   | Mysterio               | 04:41 |
| 28   | Sheamus              | Raw   | 32   | Orton                  | 18:16 |
| 29   | Rey Mysterio         | SD    | 35   | Barrett                | 19:09 |
| 30   | Wade Barrett         | SD    | 37   | Orton                  | 22:23 |
| 31   | Dolph Ziggler        | SD    | 27   | Big Show               | 07:12 |
| 32   | Diesel               | -     | 26   | Barrett                | 02:45 |
| 33   | Drew McIntyre        | SD    | 29   | Big Show               | 04:46 |
| 34   | Alex Riley           | Raw   | 28   | Kingston en Cena       | 02:50 |
| 35   | Big Show             | SD    | 30   | Jackson                | 01:30 |
| 36   | Ezekiel Jackson      | SD    | 33   | Kane                   | 07:14 |
| 37   | Santino Marella      | Raw   | 39   | Del Rio                | 12:54 |
| 38   | Alberto Del Rio      | SD    | -    | Winnaar                | 09:33 |
| 39   | Randy Orton          | Raw   | 38   | Del Rio                | 08:18 |
| 40   | Kane                 | SD    | 34   | Mysterio               | 01:36 |